# Cyclomia jaspidea
Cyclomia jaspidea är en fjärilsart som beskrevs av W. Warren 1897. Cyclomia jaspidea ingår i släktet Cyclomia och familjen mätare. Inga underarter finns listade i Catalogue of Life.